# Новозибков
Новозибков (на руски: Новозыбков) е исторически град в Русия, административен център на Новозибковски район, Брянска област. Населението на града през 2010 година е 41 745 души.
- Църква на „Чудото на архангел Михаил“
- Църква на „Чудото на архангел Михаил“
- Църква на „Чудото на архангел Михаил“
- Църква на „Чудото на архангел Михаил“
- Църква на „Чудото на архангел Михаил“
- Църква „Рождество Богородично“
- Църква „Рождество Богородично“

## История
Селището е основано през 1701 година, през 1809 година придобива статут на град.